# Xalapa
Xalapa (officiellt Xalapa-Enríquez, även känt som Jalapa eller Jalapa Enríquez) är en stad i östra Mexiko och den administrativa huvudorten för delstaten Veracruz. Det är också den administrativa huvudorten i kommunen med samma namn.
Jalapeñon, en chilipeppar, har sitt ursprung i staden.

## Stad och storstadsområde
Staden är delstatens näst största (efter Veracruz) och har 394 838 invånare (2007), med totalt 420 522 invånare (2007) i hela kommunen på en yta av 119 km².
Storstadsområdet, Zona Metropolitana de Xalapa, har totalt 556 967 invånare (2007) på en yta av 444 km². Området består av kommunerna Xalapa, Banderilla, Coatepec, Jilotepec, Rafael Lucio och Tlalnelhuayocan.
I Xalapa finns det antropologiska museet Museo de Antropología de Xalapa.